# Gracija Filipović
Gracija Filipović est une actrice croate, née le 25 octobre 2002 à Dubrovnik.

## Biographie
Née en Croatie, Gracija Filipović a reçu sa formation théâtrale à Dubrovnik et a tourné son premier film en 2014. Son travail collaboratif avec la réalisatrice Antoneta Alamat Kusijanović comprend deux films primés. Dans le court métrage de Kusijanović, Into the Blue, elle joue une jeune femme émotionnellement marquée, désespérée de renouer avec sa meilleure amie. Le film a remporté de nombreux prix, dont une mention spéciale au programme Generation de la Berlinale, le prix Heart of Sarajevo du meilleur court métrage et le prix du jury des jeunes au très réputé festival du court métrage d'Oberhausen. Il a également été finaliste pour le Student Academy Award.
Les débuts de Filipović dans un long métrage ont été dans Murina de Kusijanović, qui a été présenté en première à la Quinzaine des réalisateurs du Festival de Cannes et a remporté la Caméra d'or.
Elle parle couramment le croate et le monténégrin ainsi que le bosnien, le serbe, l’anglais et enfin l’espagnol.
Outre sa carrière d'actrice, elle est une nageuse ayant pratiqué la discipline pendant près de douze ans, et une danseuse de claquettes. Pendant son temps libre, elle étudie la biologie à Zagreb.
Lors de la cérémonie des Gotham Independent Film Awards 2022, le 28 novembre 2022 à New York, elle remporte le prix de la révélation féminine de l’année en tant qu’actrice pour sa performance dans Murina.

## Filmographie

### Cinéma

#### Longs métrages
- 2021 : Murina d’Antoneta Alamat Kusijanović : Julija

#### Courts métrages
- 2017 : Into the Blue (U plavetnilo) d’Antoneta Alamat Kusijanović : Julija

## Distinctions
- Berlinale 2022 : Shooting Stars de la meilleure jeune actrice
- Gotham Awards 2022 : Révélation féminine de l’année  pour Murina